# Giuliano di Piero de' Medici
Giuliano di Piero de' Medici, född 28 oktober 1453 i Florens, död 26 april 1478 i Florens, var en italiensk politiker. Han var son till Piero di Cosimo de' Medici och dennes hustru Lucrezia Tornabuoni. Giuliano var yngre bror till Lorenzo de' Medici, med vilken han styrde Florens. Giuliano mördades i Florens katedral av Francesco de' Pazzi och Bernardo Bandini Baroncelli i samband med Pazzikonspirationen.